# CS★日テレ
CS★日テレ（シーエスにっテレ）は、CSデジタル放送のパーフェクTV!で1996年8月から2000年9月まで放送されていた専門チャンネルである。チャンネル番号は210。

## 概要
日本テレビ（日テレ）による、同局の同時放送を行なっていたチャンネルである。基本的には、同局の系列局が存在しない沖縄県や全国の地上波テレビ放送の受信が困難な難視聴地域、地元の日テレ系列局がクロスネット局となっている福井県・大分県・宮崎県での視聴を目的としていた。同様の位置付けで放送されていたチャンネルとして、BS放送ではNHK BS2（2011年3月閉局）や初期のBSジャパン（現在のBSテレ東）、当時のディレクTVではTOKYO MXによる『東京情報チャンネル』（1998年 - 2000年9月）、tvkによる『YOKOHAMAベイサイドTV』（1995年2月 - 2000年9月）があった。
2000年12月の在京キー局系のBSデジタル放送局の一斉開局（日テレの場合はBS日テレ）や、日テレが出資する新たなCSデジタル放送のプラットフォームであるプラット・ワンの供用開始を控えていたことなどを受け、2000年9月末をもって放送終了となった。
2021年10月からはTVerにおいて日テレ系リアルタイム配信（当初は『日テレ系ライブ配信』）の提供が開始され、媒体こそCSデジタル放送とインターネットで異なるものの、21年ぶりに通年かつ日本全国で日テレの番組をリアルタイムで視聴できるようになった。

## 放送された番組
平日は7:00からの『ズームイン!!朝!』、土・日曜日は11:30からの『NNNニュースダッシュ』より放送を開始し、全曜日共通で23時頃の『NNNきょうの出来事』まで同時放送を実施した。土・日曜日は13時頃から17時頃までは原則として放送休止となっていたが、ゴルフやマラソンといったスポーツ中継の放送日は同時放送を行なった。毎年1月2日 - 3日に開催される箱根駅伝のテレビ中継についても、曜日を問わず7:00から放送を開始していた（当時は5:50からの直前特番は放送されていなかった）。
プロ野球・巨人のホームゲーム中継も連日放送した。当時トップ&リレー中継を実施していたNNN24（現在の日テレNEWS24）の放送と組み合わせることで、日本全国で試合開始から終了まで中継を視聴することができた。また、オリンピック中継の同時放送を1998年冬の長野大会と2000年夏のシドニー大会で実施した。これは民放連に加盟している日テレが直接当チャンネルを運営していたためで、これまでに日本のCS放送でオリンピックの同時放送を行ったのは当チャンネルが唯一の例である（2024年7月現在）。
ニュース番組などは日テレ向けのものがそのまま放送され、内容が差し替えられる関東地方以外でも日テレと同内容のものを視聴できた。また、一部のローカルセールス枠の番組も同時放送の対象となったが、これらはフルネットの系列局であってもローカル番組を優先するために遅れネットや非ネットとなるケースが少なくないため、日テレと同時に最速で視聴するための手段として、全国の視聴者に活用された。該当する番組の例として、『メレンゲの気持ち』・『ロンブー龍』・『進め!電波少年』→『進ぬ!電波少年』・『ダウンタウンのガキの使いやあらへんで!!』が挙げられる。
『24時間テレビ』も同時放送の対象のため、同番組の放送時に限り、終夜放送かつ昼間の放送休止なしで同時放送を実施した。ただし、権利関係の処理の難しさから一度だけ放送しなかったことがあり、当日は同番組内で挿入されたスポットニュースと『スポーツうるぐす』（通常は同時放送の時間外のため放送対象外）のみの放送だった。
画面の左上には不透過のチャンネルロゴ表示が常時表示されていた。番組内の提供クレジットはローカルセールス分を除いてそのまま表示された。デジタル放送のチャンネルとしているため、音声は常時ステレオ放送の信号（モノラル制作番組はモノステレオ放送）であり、『火曜サスペンス劇場』などで実施していた副音声放送には非対応だった。
地上波でのCM中は、当時の日テレ本社（後の麹町分室）屋上に設置されたお天気カメラの映像や、天気予報で使用される気象衛星の雲の様子を流して穴埋めをしていた。平日の15時から17時頃、日テレにおいてバラエティ番組などの再放送を行う時間帯も同様にこの方法で穴埋めをしていた。
なお、ニュース番組やワイドショー番組などを中心に、各種権利の都合で放送できない内容が含まれる場合は、該当する場面でお断り画面を表示してカットしていた。該当する場面が長時間におよぶ場合は、前述のお天気カメラなどの映像に差し替えられた。

## 放送されなかった番組
当チャンネルの放送休止時間帯となる昼間や深夜、土・日曜日の午前に日テレで放送されていた番組は基本的に当チャンネルでは放送されなかったが、同時放送の時間内であっても、音楽番組や映画番組などの肖像権や著作権などの権利関係の処理が難しい番組は放送できなかったため、その穴埋めとして同時放送の時間外の番組の遅れネットや独自番組が編成された。
以下では、当チャンネルの同時放送時間中に日テレで放送されながらも、当チャンネルで放送されなかった番組を列挙する。これらの番組が休止となり特別番組（巨人ホームゲームのプロ野球中継を含む）が放送された日はそのまま同時放送する場合があったが、以下の番組が特別番組として放送時間を拡大した場合は、拡大した時間分を前述のお天気カメラの映像などで穴埋めしていた。
- キユーピー3分クッキング

CBC（TBS系列）版と合わせて、地上波で放送対象地域の被りなく全国をカバーしていることへの配慮とみられる。CM中の対応と同様に、お天気カメラの映像などで穴埋めしていた。
- 世界まる見え!テレビ特捜部・特命リサーチ200X

いずれも権利関係の処理が難しい海外のテレビ番組の映像を中心に構成しているため。
前者は『NNNドキュメント』と『ぶらり途中下車の旅』、後者は『所さんの目がテン!』と『皇室日記』に差し替え。『NNNドキュメント』が1時間枠に拡大する場合、『ぶらり途中下車の旅』は休止となった。
なお、『世界まる見え!テレビ特捜部』は後年の日テレ系リアルタイム配信では配信の対象となっている。
- 速報!歌の大辞テン

肖像権や音楽・映像の著作権の都合。『深夜の音楽会』（当初は『それいけ!アンパンマン』）と『からだ元気科』に差し替え。
- 金曜ロードショー

映画の著作権や放映権の都合。後述のオリジナル番組『全日本プロレス ザ・王道』に差し替え。『金曜特別ロードショー』として放送枠を拡大した場合は前述の通り、拡大分の時間をお天気カメラの映像などで穴埋めしていた。
ただし、『ルパン三世 テレビスペシャル』や『あぶない刑事フォーエヴァー』（ドラマスペシャル版）などの大半の映画以外の番組に関しては、日テレが自主的に制作したテレビ番組のため、同時放送の対象となった。
なお、直前番組の天気予報では背景映像として当日放送される映画などの映像が使われており、当チャンネルでも差し替えなしで放送されたため、当日にどの映画などが放送されるかの判別が可能だった。
- 香取慎吾の特上!天声慎吾

『それいけ!アンパンマン』に差し替え（『速報!歌の大辞テン』の差し替え対象だった水曜日から移動）。
1999年4月より、当チャンネルの放送時間外の深夜から放送時間内の日曜日夕方に移動したが、当チャンネルが閉局するまで放送されることはなかった。
- 知ってるつもり?!・スーパーテレビ情報最前線・スーパースペシャル

海外の芸能人などを扱った回のほとんどや、ごく一部の日本人の歌手を扱った回などが、映像・音楽の権利関係の都合で放送されなかった。放送できない回は『劇場中継』に差し替え。

## オリジナル番組
- 全日本プロレス ザ・王道（金曜日 21:00 - 23:00）

日テレで長年放送されていた『全日本プロレス中継』の傑作選。後に日テレジータスで放送される『プロレスクラシック』の原型にもなった。